# Вергелис, Олег Анатольевич
Олег Анатольевич Вергелис (укр. Олег Анатолійович Вергеліс; 5 августа 1967, Киев — 30 сентября 2022) — украинский театральный и кино-журналист, художественный обозреватель, писатель, публицист, редактор отдела культуры еженедельника «Зеркало недели», педагог. Заслуженный журналист Украины. Член Национальных союзов театральных деятелей и журналистов Украины.

## Биография
Родился 5 августа 1967 года селе Малая Сквирка Белоцерковского района Киевской области.
После окончания университета, преподавал зарубежную литературу и драматургию на кафедре мировой литературы Национального педагогического университета им. Драгоманова у Бориса Шалагинова, видного учёного, специалиста по античности и Возрождению. Разрабатывал тему «Г. Ибсен и В. Винниченко: жанровая специфика новой драмы».
Доцент кафедры журналистики Киевского института международных отношений (НАУ).
С 2010 года был членом Национального комитета премии им. Тараса Шевченко.
С 2014 года — член экспертного совета по рассмотрению и определению культурно-художественных проектов «Взаимопонимание» и Общественного совета при Государственном агентстве Украины по вопросам кино.
С 2015-го — член экспертного совета Гостелерадио по формированию списка книжных изданий, предусмотренных к выпуску по программе «Украинская книга».
В 2016 году вошел в состав обновленного Национального союза театральных деятелей Украины (НСТДУ), возглавив направление информационного обеспечения и связей с общественностью.
С 2018-го — член экспертной комиссии Министерства культуры Украины по вопросам присвоения статуса академического творческим коллективам Украины в сфере театрального искусства.
2018—2019 — эксперт I и II Всеукраинского театрального фестиваля-премии «GRA».
На протяжении ряда лет входил в состав экспертов театральной премии «Киевская пектораль», из которой ушел по причине перехода премии «от экспертов к администраторам».
Хобби — коллекция открыток артистов советского и западного кинематографа 1930-1950-х годов.

### Последние годы
В мае 2019 года пережил инсульт и сложную операцию. Друзья-актёры сыграли благотворительный спектакль «Два анекдота на ужин» по пьесам Антона Чехова (постановка Вячеслава Жылы), все собранные средства от которого были переданы на его реабилитацию.
При первой возможности продолжил активно печататься в украинской и зарубежной прессе. Тексты выходили до последних его дней. В частности, в марте 2022-го опубликовал обзор «Театр времен агрессии и ада» про ситуацию украинского театра первых месяцев вторжения России на Украину для польского журнала «Culture.pl», в июле 2022 года опубликовал «субъективный взгляд на театральное будущее» под заголовком «Мы жили бедно, а потом нас обокрали…» на портале «Главком».
Умер 30 сентября 2022 года. Прощание состоялось 3 октября в киевском театре им. Ивана Франко, похоронен — на родине, в селе Малая Сквирка 4 октября 2022 года.
Свои воспоминания про Олега Вергелиса опубликовали Дмитрий Дроздовский, Константин Рылев.

## Журналистика
Первые публикации на театральные темы появились в конце 90-х, в период преподавательской работы в университете Драгоманова. Первым опубликованным текстом стала рецензия «Любовь не проходит» (укр. «Любов не минає») на спектакль Романа Виктюка «Дама без камелий» с Адой Роговцевой в главной роли.
Далее активно печатается в украинской и зарубежной прессе, в частности как театральный обозреватель. Публикации на тему театра, кино и телевидения выходят в таких изданиях как «Бульвар Гордона», «Профиль», «Главред», «Культура и жизнь», «Независимая газета», журнал «Театр» и других. Выступал в СМИ на темы театра и кино. Общее число материалов на темы театра превысили отметку в тысячу единиц.
Работал редактором отдела культуры в газете «Киевские ведомости». Рубрика «Культура» издания в 2002 году получает премию «Золотое перо» Национального союза театральных деятелей Украины в номинации «лучшая газетная рубрика, которая освещает тему „Культура“».
С 2005 года заведовал отделом культуры в еженедельнике «Зеркало недели», сменив на этом посту Алексея Кононенко.
В разные годы принимал участие в работе пресс-центров, в частности, руководил пиар-службой прощального тура Аллы Пугачевой.

## Литературная деятельность
Тексты ряда статей, которые выходили в еженедельнике «Зеркало недели», со временем сформировались в материал, достаточный для полноценного отдельного издания. Так появилась первая книга Олега Вергелиса о героях украинского театра «Билет на вчерашний спектакль». Жанр книги сам автор определил как «этюды в ностальгических тонах».
Название «Билет на вчерашний спектакль» восходит к строке песни Аллы Пугачёвой «Я ждала вас так долго» (Р. Паулс — И. Резник). Книга содержит очерки о деятелях украинского театра середины XX века — Ларисе Кадочниковой, Сергее Данченко, Аде Роговцевой, Николае Гринько, Нонне Копержинской, Андрее Сове, Наталье Ужвий, Фаине Раневской (киевский период, где она играла в спектаклях Николая Кулиша), Александре Корнейчуке и других. Первое издание вышло в издательстве «Континент-Прим» и было отмечено Международной литературной премией им. Юрия Долгорукого в 2010 году. Второе, дополненное издание вышло в 2012 году в Радуге, Laurus, после чего было и третье переиздание.
Вторая книга, «АнтиРаневская и другие явления роковых нулевых», вышла в издательстве журнала «Радуга» в 2011 году. Название отсылает к книге Тамары Катаевой «Анти-Ахматова», «где образ великой поэтессы был подан сквозь темную призму предрассудков и желтых фактов. „Анти“ — это то, что часто и определяет нынешнее лицо культуры, её диагноз». Героями" книги в письмах стали публичные люди эпохи «роковых нулевых» — «поющий ректор» Поплавский, «незадачливая» Сердючка, «вездесущий» Шустер. С другой стороны в книге присутствуют «оппоненты» в виде Фаины Раневской, Киры Муратовой, Богдана Ступки, Андрея Жолдака, Людмилы Гурченко, Татьяны Дорониной….
За «АнтиРаневскую» Олег Вергелис получил «Гоголевскую премию», которая вручается за самые заметные и яркие литературные произведения в Украине на русском языке.
Следующая книга, «Украинская драма. Эпизоды», — это авторский взгляд на тенденции, явления, образы, которые определяют «температуру» нового сценического времени. Книга содержит три блока: театр Ступки; режиссёрские поиски Эдуарда Митницкого, Ростислава Держипольского, Андрея Билоуса, Дмитрия Богомазова, Станислава Моисеева, Виталия Малахова, Владислава Троицкого, Андрея Приходько; акторские свершения Анатолия Хостикоева, Натальи Сумской, Петра Панчука, Ирмы Витовской, Виталия Линецкого, Давида Бабаева, Валерии Заклунной. На XIII международном книжном фестивале «Искусство книги» «Украинская драма. Эпизоды» стала победителем в номинации «Серия».
Под названием «Театр, где разбиваются сердца» вышла четвёртая книга Олега Вергелиса. Название отсылает к пьесе ирландского драматурга Бернарда Шоу «Дом, где разбиваются сердца». Под обложкой с изображением примы украинского театру Марии Заньковецкой собраны 12 драматических сюжетов о выдающихся украинских актёрах XX столетия. Кроме Марии Заньковецкой героями книги стали Амвросий Бучма, Наталия Ужвий, Николай Яковченко, Нонна Копержинская, Ольга Кусенко, Степан Олексенко, Андрей Сова, Зинаида Дехтярёва, Богдан Ступка. Отдельные главы посвящены театрам имени Ивана Франко и театру имени Леси Украинки.
Книги «Украинская драма. Эпизоды» и «Театр, где разбиваются сердца» в 2018 году были отмечены престижной художественной премией «Киев» им. Амвросия Бучмы в области театрального искусства.
Последняя из опубликованых книг автора стала работа «Народная артистка», вышедшая с подзаголовком «Олег Вергелис про Нонну Копержинськую», которую опубликовал в 2019 году журнал «Радуга». Издание представляет собой книгу-путешествие в творческий мир народной артистки Украины Нонны Копержинской (1920—1999). Наряду с известными страницами жизни актрисы, автор открывает и те, которые оставались долгие годы в тени.

## Театр и телевидение
На украинском телевидении сделал серию программ об украинском театре — автор и ведущий циклов «Игроки» и «Главная роль» (Национальный телеканал «Культура»).
Основатель проекта медийной театральной премии «Зеркало сцены», которая определяет лучшие инновационные проекты и яркие открытия в области современного театра, которая с 2016 по 2019 годы выбирала тему исследования, и по результатам экспертного голосования определяла лучших в театральном сегменте. Так в 2018 году рассматривались лучшие работы молодых актёров в киевских спектаклях, в 2019-м — актёрская харизма.
В сезонах 2017—2018 годов — куратор театральной программы фестиваля искусств «Кропивницкий».
В 2018 году в качестве ведущего записал серию программ «#NeoСцена», которая выходила в эфире общественного телеканала «UA:Культура». Гостями стали: Стас Жирков, Ярослава Кравченко, Тамара Трунова, Вячеслав Довженко, Александр Форманчук, Раду Поклитару, Наталья Сумская, Евгений Нищук, Роман Ясиновский, Виталий Малахов, Ирма Витовская, Дмитрий Богомазов.
Принял приглашение ивано-франковского режиссёра Ростислава Держипольского принять участие в спектакле «Модильяни» во Франковском драмтеатре. Спектакль поставлен по мотивам одноимённого художественного фильма. Олег Вергелис в спектакле исполнил роль арт-критика, по сути — собственное камео. Премьера спектакля состоялась 27 апреля 2018 года.
Основал и вёл Telegram-канал «Театр Мало Букв», которое позиционировал как «Что хочу, то и пишу. О театре и его фигурантах». Первое сообщение датировано 8 августа 2018 года, последнее — «Лето и дым», посвящённое народной артистке Украины Валерии Чайковской — опубликовано 14 августа 2022 года.
С января 2020 года руководил литературно-драматургическим отделом Ивано-Франковского национального академического драматического театра им. Ивана Франко.

## Награды и признание
- 2002 — Премия «Золотое перо» Национального союза театральных деятелей Украины в номинации «лучшая газетная рубрика, которая освещает тему „Культура“» — рубрика «Культура», газета «Киевские ведомости»[26]
- 2009 — «Золотое перо» от Национального союза театральных деятелей Украины «за творческий вклад и благотворительность»
- 2010 — Лауреат Международной литературной премии им. Юрия Долгорукого за книгу этюдов о театральных актёрах «Билет на вчерашний спектакль»[55]
- 2010 — Заслуженный журналист Украины[2]
- 2011 — Лауреат Гоголевской литературной премии Национального союза писателей Украины за книгу «АнтиРаневская и другие явления роковых нулевых»[33]
- 2017 — Книга «Украинская драма. Эпизоды» стала победителем в номинации «Серия» XIII международного книжного фестиваля-конкурса «Искусство книги»[35]
- 2018 — Художественная премия «Киев» им. Амвросия Бучмы в области театрального искусства за книги «Украинская драма. Эпизоды» и «Театр, где разбиваются сердца»[39][56]